# Tuperssuatsiaïta
La tuperssuatsiaïta és un mineral de la classe dels fil·losilicats, i dins d'aquesta pertany a l'anomenat “grup de la palygorskita”. Va ser descoberta l'any 1984 a la badia de Tuperssuatsiat, a Groenlàndia (Dinamarca), sent nomenada així per aquesta localitat.
Sinònims poc usats són: tuperssvatsiaita o IMA1984-002.

## Característiques químiques
És un silicat hidroxilat i hidratat de sodi i de ferro. Té estructura molecular de fil·losilicat amb anells de sis tetraedres de sílice, connectats mitjançant anells d'octàedres o bandes d'octàedres.
A més dels elements de la seva fórmula, sol portar com a impureses: potassi, magnesi, calci, manganès, zinc, alumini, titani, fluor i clor.

## Formació i jaciments
Es forma en l'última etapa hidrotermal de baixa temperatura en vetes tallant roques sienites amb nefelina i en roques pegmatites sienites amb sodalita i nefelina. També s'ha trobat en cavitats microlítiques en fonolita.
Sol trobar-se associat a altres minerals com: natrolita, albita, ortosa, egirina, sodalita, steenstrupina-(Ce), microclina, eudialita, bastnasita, makatita, vil·liaumita, titanita, apofil·lita, analcima o aragonita.